# Maria João Simões
Maria João de Castro Simões (5 de dezembro de 1975) é uma locutora, radialista, apresentadora, gestora hoteleira, jornalista e relações públicas portuguesa.

## Biografia
Desde 1992 trabalha como voz-off de televisão, rádio e outros, simultaneamente de documentários, de spots publicitários e de vídeos institucionais.
Licenciada em comunicação social pelo Instituto Superior de Ciências Sociais e Políticas da Universidade Técnica de Lisboa entre 1994 e 1998, durante o mesmo período foi voz de estação da Rádio Marginal.
Entre 1998 e 1999 fez o seu estágio profissional na revista Valor.
De 1999 a 2002 foi coapresentadora com Pedro Tojal do programa Café da Manhã na RFM, do Grupo RCom, tendo, entretanto, de 2001 a 2002 sido a coapresentadora do programa Top Mais com Pedro Ribeiro e outros na RTP1 da RTP.
Entre 2002 e 2004 foi a apresentadora do programa Às Duas por Três e outros na SIC, tendo em 2003 sido o rosto oficial da marca Citizen e, de 2003 a 2005, coapresentadora do programa da manhã da Rádio Comercial do Grupo Media Capital.
De 2005 a 2006 foi Coordenadora de Eventos do Pestana Palace Hotel do Grupo Pestana.
Entre 2006 e 2007 foi Responsável de New Business do YoungNetwork Group.
De 2007 a 2010 foi diretora do Pestana Vila Maria do Grupo Pestana em São Tomé e Príncipe.
Entre 2010 e 2011 foi a apresentadora do programa da manhã da FiFM do Grupo Digifi.
De 2011 a 2017 foi GSM, PR, Groups & Events Coordinator e outros do Grupo Pestana. Entretanto, de fevereiro de 2016 a maio de 2018, foi Oficial de Imprensa de múltiplas empresas em Lisboa, tendo sido Assessora de Imprensa da revista Time Out, da Câmara Municipal de Mora, da Câmara Municipal de Arraiolos, do Il Matriciano, do Photo Experience Cafe, da Revista Agenda Mais e da Gateway City Comics.
De janeiro de 2018 a novembro de 2018 foi Senior Project Manager (Corporate & Brand Activations) da H2N Phenomena Makers.
De novembro de 2018 a janeiro ou fevereiro de 2019 foi Diretora de Comunicação da Message in a Bottle, em Lisboa.
Desde fevereiro de 2019 foi apresentadora em Lisboa do programa da manhã da Rádio Observador.
É tia materna da também estrela radiofónica, locutora e apresentadora Mafalda de Castro, a qual viu em si a sua primeira e grande inspiração.